# Болница манастира Милешева
Болница манастира Милешева била је једна од 19. болница у српским средњовековним манастирима, основана са циљем да се у њој лече  осим монаха и манастирских радника и световна лица. Налази се на шестом километру од Пријепоља на реци Милешевци у порти манастира Милешева који је основао краљ Стефан Владислав (1234—1243) у првој половини XIII века као своју задужбину, а у њој је и сам сахрањен.

## Значај
С обзиром да је ова болница настала и радила у периоду од 13 до 17. века она чине део културе српског народа и представљају значајан историјски споменик.

## Историја
Сматра се да је болница у манастиру Милешеву настала од њеног оснивања. Према писаном запису из 1652. године овај манастир је  добио помоћ из Русије за поправку болничке зграде и набавку неких ствари. Овај податак наводи историчаре медиицине да закључе да је сама болница постојала много раније.
Болницом су поред именованих и за ту намену обучених лица управљале и црквене власти на основу „Царског типика”.

## Намена
Према подацима наведеним у летопису храма у манастирској болници су се поред монаха... лечили и хришћани и муслимани.